# 查圖加維爾 (喬治亞州)
查圖加維爾（英語：Chattoogaville）是位於美國喬治亞州查圖加縣的一個非建制地區。該地的面積和人口皆未知。

## 地理
查圖加維爾的座標為34°20′42″N 85°26′49″W / 34.34500°N 85.44694°W，而該地的平均海拔高度為189米（即620英尺）。